# Лауреати сезону чемпіонатів України з футзалу
За підсумками кожного сезону чемпіонату України з футзалу Асоціація міні-футболу України, згодом клуб «Шахтар», пізніше портал futsal.sport.ua, а віднедавна «Екстра-ліга» обирає найкращого гравця, а також найкращих у різних номінаціях (наприклад, воротар, захисник, нападник, молодий гравець тощо). Ледь не в кожному сезоні змінюється як список номінацій, так і та організація, яка їх затверджує.

## Переможці
| Сезон   | Гравець                                   | Воротар                                                       | Захисник                                    | Нападник                                    | Нападник                                    |
| ------- | ----------------------------------------- | ------------------------------------------------------------- | ------------------------------------------- | ------------------------------------------- | ------------------------------------------- |
| 1993/94 | ?                                         | ?                                                             | ?                                           | ?                                           | ?                                           |
| 1994/95 | ?                                         | ?                                                             | ?                                           | ?                                           | ?                                           |
| 1995/96 | Олег Безуглий (Локомотив (Одеса))         | ?                                                             | Георгій Мельніков (Локомотив (Одеса))       | ?                                           | ?                                           |
| 1996/97 | Олександр Косенко (Локомотив (Одеса))     | Олег Зозуля (Дніпроспецсталь)                                 | Георгій Мельніков (Локомотив (Одеса))       | Ігор Москвичов (Локомотив (Одеса))          | Ігор Москвичов (Локомотив (Одеса))          |
| 1997/98 | Олександр Косенко (Локомотив (Одеса))     | Олег Зозуля (Дніпроспецсталь / Локомотив (Одеса))             | Тарас Вонярха (Віннер Форд-Університет)     | Ігор Москвичов (Локомотив (Одеса))          | Ігор Москвичов (Локомотив (Одеса))          |
| 1998/99 | Ігор Москвичов (Віннер Форд-Університет)  | не визначався                                                 | не визначався                               | не визначався                               | не визначався                               |
| 1999/00 | Сергій Корідзе (ІнтерКрАЗ)                | не визначався                                                 | не визначався                               | не визначався                               | не визначався                               |
| 2000/01 | Георгій Мельніков (ІнтерКрАЗ)             | Василь Сухомлінов (Укрсплав)                                  | Раміс Мансуров (Дніпроспецсталь)            | Сергій Корідзе (ІнтерКрАЗ)                  | Сергій Корідзе (ІнтерКрАЗ)                  |
| 2001/02 | не визначався                             | Олексій Попов (Шахтар)                                        | Раміс Мансуров (Дніпроспецсталь)            | Ігор Москвичов (Шахтар)                     | Ігор Москвичов (Шахтар)                     |
| 2002/03 | ?                                         | ?                                                             | ?                                           | ?                                           | ?                                           |
| 2003/04 | Ігор Москвичов (Шахтар)                   | ?                                                             | ?                                           | ?                                           | ?                                           |
| Сезон   | Гравець                                   | Воротар                                                       | Молодий гравець                             | Тренер                                      | Тренер                                      |
| 2004    | Раміс Мансуров (Шахтар)                   | не призначалося                                               | Михайло Романов                             | не призначалося                             | не призначалося                             |
| 2005/06 | Владислав Корнєєв (Шахтар)                | не призначалося                                               | не призначалося                             | не призначалося                             | не призначалося                             |
| 2006/07 | Сергій Ситін (Шахтар)                     | не призначалося                                               | не призначалося                             | не призначалося                             | не призначалося                             |
| 2007/08 | ?                                         | ?                                                             | ?                                           | ?                                           | ?                                           |
| 2008/09 | ?                                         | ?                                                             | ?                                           | ?                                           | ?                                           |
| Сезон   | Гравець                                   | Воротар                                                       | Тренер                                      | Арбітр                                      | Арбітр                                      |
| 2009/10 | Олександр Кондратюк (Тайм)                | не призначалося                                               | Станіслав Гончаренко (Тайм)                 | Олег Іванов                                 | Олег Іванов                                 |
| Сезон   | Гравець                                   | Воротар                                                       | Молодий гравець                             | Тренер                                      | Тренер                                      |
| 2010/11 | Біро Жаде (Ураган (Івано-Франківськ))     | Владислав Лисенко (Енергія (Львів))                           | не призначалося                             | не призначалося                             | не призначалося                             |
| 2011/12 | Валерій Легчанов (Енергія (Львів))        | Євген Іваняк (Локомотив (Харків))                             | Володимир Разуванов (ЛТК)                   | Станіслав Гончаренко (Енергія (Львів))      | Станіслав Гончаренко (Енергія (Львів))      |
| Сезон   | Гравець                                   | Воротар                                                       | Молодий гравець                             | Тренер                                      | Найбільше разів визнаний найкращим          |
| 2012/13 | Дмитро Сорокін (Локомотив (Харків))       | Євген Іваняк (Локомотив (Харків))                             | Володимир Разуванов (ЛТК)                   | Євген Ривкін (Локомотив (Харків))           | Євгеній Валенко (Ураган (Івано-Франківськ)) |
| 2013/14 | Дмитро Сорокін (Локомотив (Харків))       | Володимир Кардаш (Енергія (Львів))                            | Тарас Королишин (Ураган (Івано-Франківськ)) | Євген Ривкін (Локомотив (Харків))           | Сергій Піддубний (Кардинал-Рівне)           |
| Сезон   | Гравець                                   | Воротар                                                       | Молодий гравець                             | Тренер                                      | Тренер                                      |
| 2014/15 | Микола Білоцерківець (Локомотив (Харків)) | Юрій Савенко (ЛТК (Луганськ))                                 | Юліан Горбатий (Ураган (Івано-Франківськ))  | Євген Ривкін (Локомотив (Харків))           | Євген Ривкін (Локомотив (Харків))           |
| 2015/16 | Микола Грицина (Енергія (Львів))          | Володимир Кардаш (Енергія (Львів))                            | Віталій Дзюба (ЛТК-ІнБев-НПУ)               | Максим Павленко (Енергія (Львів))           | Максим Павленко (Енергія (Львів))           |
| 2016/17 | Сергій Журба (ХІТ)                        | Кирило Ципун (Продексім)                                      | Віталій Радевич (Енергія (Львів))           | Ігор Москвичов (Продексім)                  | Ігор Москвичов (Продексім)                  |
| 2017/18 | Роніньо (Продексім)                       | Кирило Ципун (Продексім) / Володимир Кардаш (Енергія (Львів)) | Віталій Радевич (Енергія (Львів))           | Валерій Легчанов (Енергія (Львів))          | Валерій Легчанов (Енергія (Львів))          |
| 2018/19 | Петро Шотурма (Продексім)                 | Володимир Кардаш (Ураган (Івано-Франківськ))                  | Віталій Радевич (Енергія (Львів))           | Хаві Родрігес (Продексім)                   | Хаві Родрігес (Продексім)                   |
| 2019/20 | Петро Шотурма (Продексім)                 | Кирило Ципун (Продексім)                                      | Денис Бланк (ІнБев)                         | Хаві Родрігес (Продексім)                   | Хаві Родрігес (Продексім)                   |
| 2020/21 | Ярослав Лебідь (Ураган (Івано-Франківськ) | Роман Колток (Ураган (Івано-Франківськ)                       | Мар'ян Масевич (Ураган (Івано-Франківськ)   | Максим Павленко (Ураган (Івано-Франківськ)) | Максим Павленко (Ураган (Івано-Франківськ)) |
| 2022/23 | Ігор Корсун (Ураган (Івано-Франківськ)    | Олександр Сухов (ХІТ)                                         | Ростислав Семенченко (CLUST)                | Олександр Бондар («Кардинал-Рівне»)         | Олександр Бондар («Кардинал-Рівне»)         |
| 2023/24 | Петро Шотурма (Ураган (Івано-Франківськ)  | Олександр Сухов (ХІТ)                                         | Ростислав Семенченко (Аврора)               | Олег Лук'яненко (ХІТ)                       | Олег Лук'яненко (ХІТ)                       |

## Сезон 1990
Найкращий гравець: 1.) Володимир Кобзарєв; 2.) Костянтин Єременко; 3.) Олег Солодовник (усі — Механізатор).
Символічна збірна: Ігор Ліщук (Механізатор) — Олег Солодовник (Механізатор), Олександр Васильченко (Металург), Володимир Кобзарєв (Механізатор), Костянтин Єременко (Механізатор), Сергій Шаманський (Синтез).

## Сезон 1996/97[19]
15 найкращих гравців:
- воротарі: Олег Зозуля (Дніпроспецсталь), Володимир Трибой (Локомотив (Одеса)), Владислав Корнєєв (Надія).
- захисники: Георгій Мельніков (Локомотив (Одеса)), Сергій Гупаленко Дніпроспецсталь), Сергій Ожегов (Інтеркас), Тарас Шпичка (Інтеркас), Тарас Вонярха (Форміка), Олександр Кабаненко (Механізатор).
- нападники: Олександр Косенко (Локомотив (Одеса)), Ігор Москвичов (Локомотив (Одеса)), Олег Безуглий (Локомотив (Одеса)), Олександр Москалюк (Локомотив (Одеса)), Роман Ковальчик (Україна), Олег Лук'яненко (Інтеркас).

12 найкращих суддів:
Валентин Савицький (Бориспіль), Володимир Туховський (Сімферополь), Сергій Лисенчук (Київ), Сурен Абрамян (Дніпропетровськ), Юрій Рудинський (Харків), Микола Зубко (Черкаси), Володимир Файфор (Севастополь), Василь Кузьменко (Київ), Володимир Копяк (Одеса), Віталій Головков (Дніпропетровськ), Олег Іванов (Дніпропетровськ), Володимир Фролов (Київ).

## Сезон 1997/98[20]
18 найкращих гравців:
Олег Зозуля (Дніпроспецсталь), Раміс Мансуров (Дніпроспецсталь), Василь Сухомлінов (Еталон-ЕХО), Олексій Попов (Віннер Форд-Університет), Тарас Вонярха (Віннер Форд-Університет), Сергій Дюженко (Віннер Форд-Університет), Олександр Моргунов (Віннер Форд-Університет), Олександр Косенко (Локомотив (Одеса)), Ігор Москвичов (Локомотив (Одеса)), Георгій Мельніков (Локомотив (Одеса)), Олександр Кабаненко (Локомотив (Одеса)), Ігор Краєвський (КРАЗ), Сергій Корідзе (Локомотив (Одеса)), Віталій Чернишов (Інтеркас), Олександр Яценко (Надія-Запоріжкокс), Олександр Письменний (Інтеркас), Олег Солодовник (Інтеркас), Олег Лук'яненко (Інтеркас)
3 найкращих тренери:
Валерій Петрух (Віннер Форд-Університет), Станіслав Гончаренко (Інтеркас), Валерій Водян (Локомотив (Одеса))
Найкращий дебютант:
Олексій Попов (Віннер Форд-Університет)
10 найкращих суддів:
Валентин Савицький (Бориспіль), Володимир Туховський (Сімферополь), Сергій Лисенчук (Київ), Юрій Рудинський (Харків), Сергій Дребужан (Мукачеве), Василь Кузьменко (Київ), Олег Іванов (Дніпропетровськ), Володимир Фролов (Київ), Ігор Бік (Харків), Юрій Зорін (Жовті Води).

## Сезон 1998/99[25]
18 найкращих гравців:
Василь Сухомлінов (Дніпроспецсталь), Олександр Кабаненко (Запоріжкокс), Олександр Косенко (Запоріжкокс), Сергій Корідзе (Інтеркас), Ігор Москвичов (Віннер Форд-Університет), Владислав Корнєєв (Віннер Форд-Університет), Раміс Мансуров (Дніпроспецсталь), Георгій Мельніков (Інтеркас), Юрій Усаковський (УС-Корпія), Сергій Усаковський (УС-Корпія), Максим Кондратюк (Інтеркас), Олександр Моргунов (Віннер Форд-Університет), Тарас Вонярха (Віннер Форд-Університет), Олександр Москалюк (Запоріжкокс), Микола Костенко (Інтеркас), Олексій Попов (Віннер Форд-Університет), Олександр Піхальонок (Шахтар), Ігор Краєвський (КРаЗ)
3 найкращих тренери:
Валерій Петрух (Віннер Форд-Університет), Станіслав Гончаренко (Інтеркас), Олександр Гуржеєв (Дніпроспецсталь).
10 найкращих суддів:
Ігор Бік (Харків), Віталій Головков (Донецьк), Сергій Дребужан (Мукачеве), Микола Зубко (Черкаси), Олег Іванов (Дніпропетровськ), Василь Кузьменко (Київ), Сергій Лисенчук (Київ), Валерій Михальський (Київ), Володимир Рудинський (Сімферополь), Володимир Туховський (Сімферополь).

## Сезон 1999/00[26]
18 найкращих гравців:
Олег Безуглий, Сергій Корідзе, Георгій Мельніков, Віталій Чернишов, Максим Кондратюк, Тарас Шпичка (усі — Інтеркас), Олександр Косенко, Олександр Кабаненко, Владислав Корнєєв, Ігор Москвичов, Олександр Моргунов, Олексій Кудлай (усі — Запоріжкокс), Василь Сухомлінов, Раміс Мансуров (обидва — Дніпроспецсталь), Володимир Дейнега, Вадим Гордієнко (обидва — Уніспорт-Будстар), Ігор Краєвський (КРАЗ), Олег Мірошник (Шахтар)
3 найкращих тренери:
Станіслав Гончаренко (Інтеркас), Олександр Гуржеєв (Уніспорт-Будстар), Юрій Кобзар (ЕХО)
10 найкращих суддів:
Ігор Бік (Харків), Юрій Веремчук (Рівне), Сергій Дребужан (Мукачеве), Микола Зубко (Черкаси), Юрій Зорін (Жовті Води), Олег Іванов (Дніпропетровськ), Василь Кузьменко (Київ), Станіслав Стрєлков (Одеса), Володимир Рудинський (Сімферополь), Володимир Фролов (Київ).

## Сезон 2000/01[27]
18 найкращих гравців:
Павло Ардаковський (Укрсплав), Олег Безуглий (Укрсплав), Євген Варениця (Уніспорт-Будстар), Олег Зозуля (Дніпроспецсталь), Валерій Кардецький (Уніспорт-Будстар), Сергій Корідзе (ІнтерКрАЗ), Раміс Мансуров (Дніпроспецсталь), Георгій Мельніков (ІнтерКрАЗ), Ігор Москвичов (Запоріжкокс), Федір Пилипів (Дніпроспецсталь), Олексій Попов (Запоріжкокс), Олександр Севериненко (Уніспорт-Будстар), Василь Сухомлінов (Укрсплав), Мансур Хаймурзін (Шахтар/Уніспорт-Будстар), Віталій Чернишов (ІнтерКрАЗ), Олег Шайтанов (Уніспорт-Будстар), Олег Шуст (ІнтерКрАЗ), Віталій Ятло (Укрсплав).
3 найкращих тренери:
Станіслав Гончаренко (ІнтерКрАЗ), Олександр Гуржеєв (Уніспорт-Будстар), Олег Солодовник (Укрсплав).
Найкращий дебютант: Ігор Рябцев (ІнтерКрАЗ)

## Сезон 2001/02[28]
15 найкращих гравців:
- воротарі: Валерій Кардецький (Дніпроспецсталь), Олексій Попов (Шахтар), Василь Сухомлінов (Шахтар)
- польові гравці: Олег Безуглий (Шахтар), Володимир Дейнега (Шахтар), Андрій Кравченко (Дніпроспецсталь), Раміс Мансуров (Дніпроспецсталь), Георгій Мельніков (ІнтерКрАЗ), Ігор Москвичов (Шахтар), Максим Павленко (ІнтерКрАЗ), Федір Пилипів (Дніпроспецсталь), Сергій Ситін (Шахтар), Олег Шайтанов (Запоріжкокс), Олег Шуст (ІнтерКрАЗ), Віталій Ятло (Укрсплав).

Найкращий тренер:
Олег Солодовник (Шахтар)

## Сезон 2002/03[29]
15 найкращих гравців:
- воротарі: Євген Іваняк (ІнтерКрАЗ), Владислав Корнєєв (Шахтар), Олексій Попов (Шахтар)
- польові гравці: Олег Безуглий (Шахтар), Володимир Дейнега (Шахтар), Олександр Косенко (Шахтар), Раміс Мансуров (Дніпроспецсталь), Георгій Мельніков (ІнтерКрАЗ), Олег Мірошник (ІнтерКрАЗ), Ігор Москвичов (Шахтар), Максим Павленко (ІнтерКрАЗ), Федір Пилипів (Дніпроспецсталь), Сергій Ситін (Шахтар), Олег Шайтанов (ІнтерКрАЗ), Максим Швидкий (Море).

## Сезон 2004/05[30]
15 найкращих гравців:
Віталій Брунько (Енергія (Львів)), Костянтин Власенко (Єнакієвець), Сергій Задорожній (Шахтар), Валерій Замятін (Єнакієвець), Раміс Мансуров (Шахтар), Ігор Москвичов (Шахтар), Віталій Нестерук (Енергія (Чернігів)), Федір Пилипів (Шахтар), Олексій Попов (Шахтар), Михайло Романов (Дніпроспецсталь), Сергій Ситін (Шахтар), Сергій Тригубець (Енергія (Львів)), Валентин Цвелих (Ураган), Сергій Чепорнюк (Інтеркас), Олег Шайтанов (Інтеркас).

## Опитування сайту futsalua.org
| Сезон   | Гравець                          | Воротар                                        | Молодий гравець         | Відкриття                      | Тренер                                               |
| ------- | -------------------------------- | ---------------------------------------------- | ----------------------- | ------------------------------ | ---------------------------------------------------- |
| 2017/18 | Роніньо (Продексім)              | Не визначався                                  | Не визначався           | Не визначався                  | Валерій Легчанов (Енергія (Львів))                   |
| 2018/19 | Петро Шотурма (Продексім)        | Володимир Кардаш (Ураган) / Євген Іваняк (ХІТ) | Даниіл Абакшин (Ураган) | Ігор Салтанов (Кардинал-Рівне) | Максим Павленко (Ураган) / Хаві Родрігес (Продексім) |
| 2019/20 | Микола Білоцерківець (Продексім) | Кирило Ципун (Продексім)                       | Денис Бланк (ІнБев)     | ІнБев                          | Хаві Родрігес (Продексім)                            |
| 2020/21 | Даниіл Абакшин (Ураган)          | Кирило Ципун (Продексім)                       | Мар'ян Масевич (Ураган) | Ігор Чернявський (ХІТ)         | Максим Павленко (Ураган)                             |